# Vickers Type 264 Valentia
Віккерс Валенсія (англ. Vickers Valentia, заводське позначення Тип 264) — британський двомоторний транспортний літак і бомбардувальник — суцільнометалевий біплан з шасі, що не забирається. Більшість «Валенсій» було конвертовано з транспортних Vickers Victoria. Літак використовувався Королівськими ВПС на Близькому сході під час Другої світової війни здебільшого в транспортній ролі.

## Історія

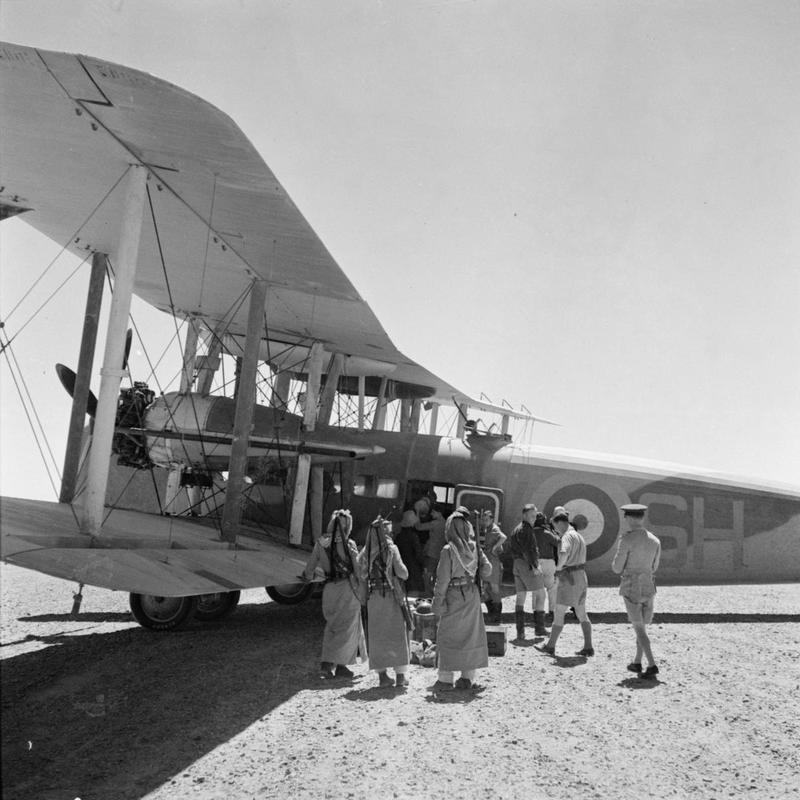
«Валенсія» 216-ї ескадрильї в Єгипті в 1941 році. З зброєю стоять бійці Арабського легіону.

Компанія Vickers в кінці Першої світової війни створила ефективний дизайн важкого біплана Vickers Viny, який не встиг взяти участь в війні, але тим не менш побив декілька авіаційних рекордів по дальності польотів. Після війни Королівські повітряні сили звертались до компанії для оновлення дизайну, в результаті чого з'явилась ціла серія важких біпланів останнім з яких став «Віккерс Валенсія» (англ. «Vickers Valentia»).
Попередник «Валенсії» Vickers Victoria оснащувався надійними двигунами Napier Lion, але в 1930 роках вже були готові потужніші двигуни. Спочатку розглядався просто новий варіант «Victoria Mk.VI» з двигунами Bristol Pegasus, але для максимальної вигоди від нових двигунів корпус довелося серйозно переробити. Для використання потужніших двигунів було посилено крила і фюзеляж, прероблено стійки шасі, замінено задню посадкову лижу на колесо, а також додано гальма. Тестування з двигунами Bristol Pegasus IIL3 потужністю 660 к.с. показали, що навіть без переробки літака ретроспективна заміна двигунів в «Вікторії» є вигідною. Тому «Вікторії» з новими двигунами але без посилення корпусу позначались «Вікторія Mk.VI», а нові літаки (28 екземплярів) і повна конвертація (54 екземплярів) стали позначатись «Валенсія Mk.I» (англ. Valentia).
Першії «Валенсії» надійшли на оснащення 70-ї ескадрильї на Близькому Сході в 1934 році, наступного року також до 216-ї. В цих ескадрильях «Валенсії» використовувались до 1940 і 1941 років відповідно. Версія з двигунами Bristol Pegasus IIIL3 з кращими висотними характеристиками в 1938 році надійшла на озброєння 31-ї ескадрильї базованої в Лахорі (тепер Пакистан). Валенсії цієї ескадрильї використовувались для евакуації британських громадян і військових під час перевороту в Іраку в 1941 році.

## Тактико-технічні характеристики
Дані з Consice Guide to British Aircraft of World War II

### Технічні характеристики
- Екіпаж: 2 особи
- Пасажиромісткість: 22 особи
- Довжина: 18,14 м
- Висота: 5,41 м
- Розмах крил: 26,62 м
- Площа крил: 202,34 м²
- Маса порожнього: 4987 кг
- Максимальна злітна маса: 8845 кг
- Двигуни: 2 × Bristol Pegasus IIIL3
- Потужність: 2 × 635 к. с. (474 кВт.)

### Льотні характеристики
- Максимальна швидкість: 193 км/год (на висоті 1525  м.)
- Практична стеля: 4955  м.
- Дальність польоту: 1287 км

### Озброєння
- Бомбове:
  - до 998 кг бомб під крилами